# 컬리짓 아카데미 서울
2015년 개원한 컬리짓 아카데미 서울은 미국 Accreditation International과 NCPSA로부터 공식 인가를 받은 국제 교육기관(어학원)으로 미국 중/고등학교 프로그램을 수강할 수 있다. 학생들은 강남 캠퍼스에 내원한다.